# U28C型柴油机车
U28C型柴油机车是美国通用电气公司于1966年推出的一款柴油机车。

## 开发背景
1950年中期，通用电气公司开始涉足干线柴油机车的市场，向市场推出一系列“通用”系列柴油机车（Universal series）。1959年，通用电气公司首次推出U25B型柴油机车，这款机车装用一台2500马力的FDL16型柴油机，随即成为当时美国国内单机功率最大的四轴柴油机车，还采用了模块化电子控制系统、防滑行防空转系统、中央空气滤清系统等崭新技术。由于其优异性能和可靠表现，联合太平洋铁路、賓夕法尼亞鐵路、南太平洋鐵路、紐約中央鐵路、岩岛铁路等一级铁路公司相继订购了U25B型柴油机车。
通用电气公司在U25B型柴油机车取得成功之后，于1966年初继续推出增大功率的U28B型柴油机车，另外还同时推出六轴版本的U28C型柴油机车，作为代替上一代U25C型柴油机车的换代产品，其主要竞争对象是易安迪的SD40、SD45型柴油机车，以及美国机车公司的世纪628型柴油机车。U28C型柴油机车型号当中的“U”代表“通用”系列、“28”代表单节功率为2800马力、“C”代表机车轴式为Co-Co。和U28B型柴油机车一样，U28C型柴油机车的批量生产维持不足一年，就被功率更大的U30C型柴油机车取代。截至1966年11月停产为止，通用电气公司共生产了71台U28C型柴油机车，事实上这也是整个“通用”系列家族中销量最差的车型，主要原因是当时美国尚未掀起使用大功率六轴柴油机车的潮流，但U28C型柴油机车的出现为以后畅销全美的U30C、U33C、U36C型柴油机车奠定了基础。
U28C型柴油机车装用一台16气缸、四冲程、涡轮增压的FDL16型中速柴油机，但额定功率从2500马力提高至2800马力。早期的U28C型柴油机车仍然使用直—直流电传动系统，柴油机直接驱动一台GT-598型直流牵引发电机，并将发出的直流电供给六台并联的GE-752型串励直流牵引电动机。随着采用交—直流电传动的U30B型柴油机车于1966年5月面世，部分后期生产的U28C型柴油机车亦改装GTA-9型三相交流同步发电机和硅二极管整流器。机车采用单司机室外走廊式车体结构，两台三轴转向架可按客户需要选用双均衡梁结构的三点支承式转向架（Tri-Mount Truck），或者是通用电气公司开发的FB3型浮动摇枕式转向架（Floating Bolster Truck）。
除此之外，聖塔菲鐵路亦订购了10台以U28C型柴油机车为基础的干线客运柴油机车，称为U28CG型柴油机车。

## 初始用户
| 铁路公司                 | 数量 | 机车编号   | 备注                                                   |
| ------------------------ | ---- | ---------- | ------------------------------------------------------ |
| 芝加哥，伯靈頓和昆西鐵路 | 16   | 562～577   | 后来被转售予伯林顿北方铁路，机车编号变更为5650～5665。 |
| 路易斯维尔和纳什维尔铁路 | 8    | 1525～1532 |                                                        |
| 北太平洋铁路             | 12   | 2800～2811 | 后来被转售予伯林顿北方铁路，机车编号变更为5666～5677。 |
| 賓夕法尼亞鐵路           | 15   | 6520～6534 |                                                        |
| 南太平洋鐵路             | 10   | 7150～7159 |                                                        |
| 聯合太平洋鐵路           | 10   | 2800～2809 |                                                        |

## 车辆保存
- 联合太平洋铁路2804号机车被保存于密蘇里州聖路易斯縣的交通博物館。

## 参看
- U25C型柴油机车
- U28B型柴油机车
- U30C型柴油机车
- 通用系列柴油机车